# Canisiuskirche
Das Patrozinium des Petrus Canisius tragen folgende Kapellen und Kirchen:
Deutschland
- St. Petrus Canisius (Aldingen) in Remseck-Aldingen
- St. Petrus Canisius (Alzenbach)
- St. Canisius (Augsburg) in Augsburg-Hochfeld
- St. Canisius (Berlin) in Berlin-Charlottenburg
- St. Petrus Canisius in Darmstadt
- St. Petrus Canisius (Dießen-Riederau)[1]
- St. Petrus Canisius (Duisburg)[2]
- St. Petrus Canisius (Freiburg im Breisgau)
- St. Petrus Canisius (Friedrichshafen)
- St. Canisius (Großhadern) in München-Großhadern
- St. Petrus Canisius (Hemer)
- St. Petrus Canisius (Hohnhorst)
- Canisiuskirche in Ingolstadt-Ringsee
- St. Petrus Canisius in Köln-Buchforst
- St. Petrus Canisius (Mainz-Gonsenheim)
- St. Petrus Canisius in Much-Wellerscheid, Rhein-Sieg-Kreis
- St. Petrus Canisius in Recklinghausen

- Canisianum (Saarlouis)
- Petrus-Canisius-Kapelle in Vreden (Ellewick 14, 48691 Vreden)
- Petrus-Canisius-Kapelle in Münster (Canisiushaus, Canisiusweg 23, 48151 Münster)
- Hl. Petrus Canisius, Filialkirche in Kolmberg, Kirchstraße 8, 93494 Waffenbrunn

Niederlande:
- Sint-Petrus Canisiuskerk (auch Molenstraatkerk), Nijmegen

Polen:
- St.-Canisius-Kirche in Włodowice (Nowa Ruda)

Österreich:
- Pfarrkirche Petrus Canisius (Innsbruck), Tirol
- Canisiuskirche (Wien), Wien